# Judith av Schwaben
Judith Maria av Schwaben, född 9 april 1054, död 14 mars efter år 1105, var en ungersk drottning och en hertiginna av Polen; gift 1063 med kung Salomon I av Ungern och 1089 hertig Vladislav I Herman. Som hertiginna av Polen bar hon namnet Sofia. Hon var politiskt aktiv under sin tid som polsk hertiginna. 
  

## Drottning av Ungern
Judith var trolovad med Filip I av Frankrike från födseln till 1058, då hon i stället trolovades med Ungerns tronföljare Salomon. År 1060 tog Salomon och hans familj sin tillflykt vid det tyska hovet, efter att hans far avsatts av hans farbror. Med hennes familjs hjälp kunde Salomon bestiga Ungerns tron efter sin farbrors död 1063, och gifte sig strax efter med Judith i Székesfehérvár. Äktenskapet anses i de flesta källor ha varit barnlöst, och både Judith och Salomon ska ha haft andra kärleksförbindelser. Det är dock möjligt att det var Judith och Salomon  som var föräldrar till den Sophia som gifte sig med greve Poppo av Berg-Schelklingen. Det innebär att Judith i så fall var farmorsmor till Salome av Berg, som senare gifte sig med hennes styvson, Bolesław III av Polen. Den 14 mars 1074 besegrades Salomon av sina kusiner och deras allierade Polen och Böhmen i slaget vid Mogyoród, och Judith lämnade Ungern och flydde till Regensburg i Tyskland. Salomon förlorade sin tron 1077 och abdikerade 1081; han fängslades men frigavs 1083. Då Salomon kunde lämna Ungern försökte han uppta ett förhållande med Judith, som dock avvisade honom. Salomon begick bigami genom att sluta en äktenskapsallians med petjenegerstammen i Moldavien 1085 och försökte utan framgång återerövra Ungern. Han avled 1088. 

## Hertiginna av Polen
År 1089 gifte sig Judith med Vladislav I. Äktenskapet arrangerades för att knyta Polen till Tyskland. Hennes namn ändrades då till Sofia, kanske för att skilja henne från Vladislavs första fru. Hon fick fyra döttrar under sitt andra äktenskap. Judith anses ha utövat inflytande över Polens politik. Hon hade enligt vad man trodde ett förhållande med Polens verkliga ledare Sieciech, vilken hon stödde i hans planer att ta över landet. Mieszko Bolesławowic's märkliga död tros ha orsakats av Sieciech och Judith. Med Sieciechs hjälp övertalade Judith Vladislav att uppskjuta återkomsten av Vladislavs äldste men utomäktenskapliga son Zbigniew, som troddes ha chansen att utnämnas till tronföljare; hon planerade också att sluta en allians med sin styvson, Vladislavs enda inomäktenskaplige son Bolesław. Då Zbigniew och Bolesław upptäckte planerna slöt dom i stället en allians med varandra, krävde att få överta regeringsmakten och besegrade Sieciech år 1100. År 1102 avled Vladislav och landet delades mellan Zbigniew och Bolesław. År 1105 slöt Judith ett avtal med Bolesław, det så kallade Tyniska avtalet, i vilket hon lovade att förhålla sig neutral i hans konflikt med sin bror Zbigniew i utbyte mot ett generöst underhåll.

## Senare liv
Judith tillbringade resten av sitt liv i Regensburg. Vid slutet av hennes liv ska hennes dotter, grevinnan Adelaide av Vohburg ha bott med henne, och eftersom Adelaide omtalas som gift när hon bodde med modern och hennes äktenskap ska ha inträffat mellan 1110 och 1118, anses Judith ha avlidit efter 1118.